# Virgilio Mantegazza
Virgilio Mantegazza, född 30 januari 1889 i Milano, död 3 juli 1928 i Milano, var en italiensk fäktare.
Mantegazza blev olympisk bronsmedaljör i värja vid sommarspelen 1924 i Paris.